# (4599) Rowan
(4599) Rowan es un asteroide perteneciente al cinturón de asteroides, descubierto el 5 de septiembre de 1985 por Henri Debehogne desde el Observatorio de La Silla, Chile.

## Designación y nombre
Designado provisionalmente como 1985 RZ2. Fue nombrado Rowan en honor al astrónomo Michael Rowan-Robinson de la Imperial College de Londres, dirigió el equipo de evaluación de la integridad y fiabilidad del observatorio espacial IRAS (Infrared Astronomical Satellite) que realizó un escaneo completo del cielo a longitudes de onda infrarrojas.

## Características orbitales
Rowan está situado a una distancia media del Sol de 3,068 ua, pudiendo alejarse hasta 3,593 ua y acercarse hasta 2,543 ua. Su excentricidad es 0,171 y la inclinación orbital 3,451 grados. Emplea 1963 días en completar una órbita alrededor del Sol.

## Características físicas
La magnitud absoluta de Rowan es 13,1. Tiene 13,001 km de diámetro y su albedo se estima en 0,087.